# Bosanski pogledi
Časopis Bosanski pogledi bio je hrvatski emigrantski list.
Izlazio je u Beču od 1955., a potom u Londonu i Fribourgu.
Uz ovaj list vezana su imena Smaila Balića i Adila Zulfikarpašića, koji su utemeljili i uređivali ovaj list.

## Vanjske poveznice i izvori
- Bibliografija Hrvatske revije  Arhivirana inačica izvorne stranice od 20. lipnja 2006. (Wayback Machine) Franjo Hijacint Eterović: Trideset godina hrvatskog iseljeničkog tiska 1945-1975.
- Bibliografija Hrvatske revije  Arhivirana inačica izvorne stranice od 22. lipnja 2006. (Wayback Machine) Članci
- (boš.) SDA Hrvatske  Arhivirana inačica izvorne stranice od 2. listopada 2008. (Wayback Machine) Adil Zulfikarpašić